# 素女経

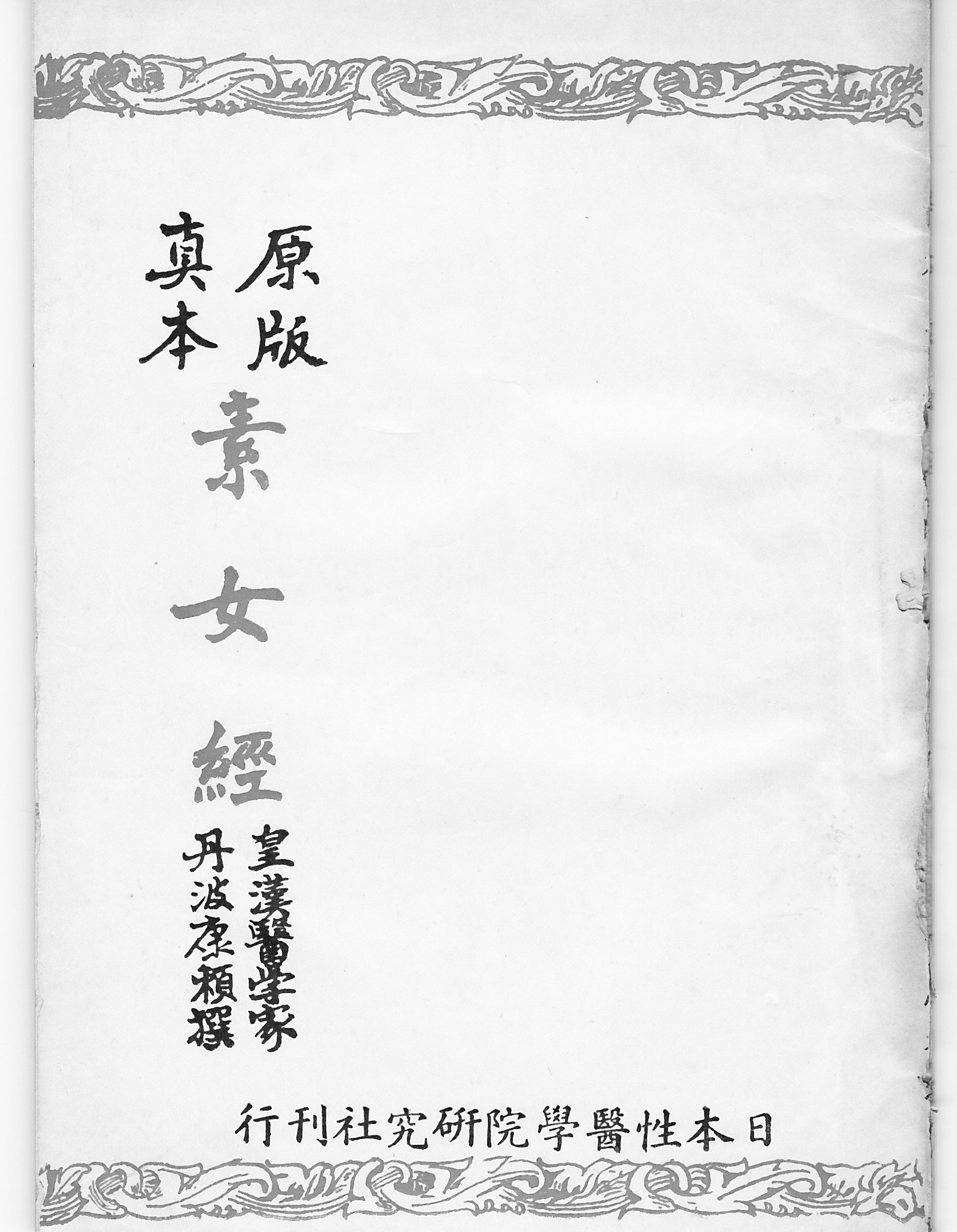
1920年に日本で出版された『素女経』。

『素女経』（そじょきょう）は、古代中国の仙道・房中術に関する有名な性書である。周国の性典で、作者は不明（伝説では黄帝紀元の素女）。実際に現存していたのかは定かではなく、現在の内容は実在せず、内容の一部だけが日本で出版された書籍に存在する。 中国ではなく日本で作られ、その歴史を長くするために中国から伝わってきたと書かれた説が説得力がある。。
インドの『カーマ・スートラ』、アラブの『匂える園』と並ぶ世界三大性典の一つである。

## 概要
古代中国における性文化にとって特に房中術は不可欠の要素であった。音楽に巧みな伝説の神女・素女は、玄女とともに黄帝の性生活を指導する役割を担い、質問と返答の形式で合理的な性技を教えていたという。
『素女経』や『玄女経』のような古代房中術専門書は、中国から早い時期に日本に持ち込まれたとされるが実際本当なのかはまだ分からない。永観2年（984年）に中国渡来人の流れを汲む丹波康頼作の『医心方』房内篇は、『素女経』・『玄女経』・『彭祖経』や『玉房秘訣』などの古代房中術専門書の逸文を多く載せることもある。

## 関連書籍
- 岡本隆三 『素女経入門 中国が生んだ絶倫の医学』 1973年、青春出版社
- 高田琴三郎『愛の健康法―現代人のための素女経』 1986年、ABC出版
- 長谷川五郎『素女経秘伝・性感ツボ健康法―性の歓びとともに元気が出る本』 2000年、ABC出版